# Diametro di collisione
Nella teoria delle collisioni, il diametro di collisione è definito come la somma dei raggi di due particelle collidenti tra loro (ad esempio atomi o molecole).
Il diametro di collisione corrisponde inoltre alla distanza tra i centri delle particelle collidenti quando queste sono a stretto contatto tra loro.
Ai fini del calcolo del diametro di collisione, si assume che le particelle collidenti siano delle sfere rigide.

## Utilizzi
Il diametro di collisione viene utilizzato nell'ambito della cinetica chimica per determinare il numero di urti tra due reagenti, in modo da avere una stima sulla velocità di reazione. Viene inoltre utilizzato per calcolare il cammino libero medio di una particella all'interno dei pori di una membrana semipermeabile.
Viene inoltre utilizzato per la stima del coefficiente di diffusione di materia nell'ambito della approssimazione di Chapman-Enskog.